# Gerenciamento de projetos
Gerenciamento de projetos (português brasileiro) ou gestão de projetos (português europeu) é o processo de conduzir o trabalho de uma equipe para cumprir os objetivos de um projeto dentro das limitações estabelecidas. Essas informações geralmente estão descritas na documentação do projeto, criada no início do processo de desenvolvimento e as principais restrições são escopo, tempo e orçamento. O desafio secundário é otimizar a alocação dos recursos e aplicá-los para cumprir objetivos pré-definidos.
O objetivo do gerenciamento de projetos é produzir um projeto completo que atenda aos objetivos do cliente. Em muitos casos, o objetivo do gerenciamento de projetos também é revisar as expectativas do cliente para que seus objetivos possam ser atendidos de maneira viável. Uma vez claramente estabelecidos os objetivos do cliente, eles devem influenciar todas as decisões tomadas por outras pessoas envolvidas no projeto – por exemplo, gerentes de projeto, projetistas, empreiteiros e subcontratados. Os objetivos do gerenciamento de projetos quando mal definidos ou muito rígidos são prejudiciais à tomada de decisões.
Um projeto é um esforço temporário e único com início e fim definidos. Seu propósito é produzir um produto, serviço ou resultado específico, atendendo a metas e objetivos e, normalmente, ocorre para concretizar mudança benéfica ou agregar valor. É sujeito a restrições de tempo e frequentemente  é limitado por financiamento ou recurso humano. A natureza temporária dos projetos contrasta com as atividades operacionais, que são atividades repetitivas e permanentes para produzir produtos ou serviços. A gestão de abordagens de produção tão distintas requer o desenvolvimento de competências técnicas e estratégias de gestão específicas.

## História
Até 1900, os projetos de engenharia civil eram geralmente gerenciados por arquitetos, engenheiros e mestres de obras, por exemplo, Vitrúvio (século I aC), Christopher Wren (1632-1723), Thomas Telford (1757-1834) e Isambard Kingdom Brunel (1806–1859). Na década de 1950, as organizações começaram a aplicar, de forma mais sistemática, as ferramentas e técnicas de gerenciamento de projetos em projetos de engenharia complexos.

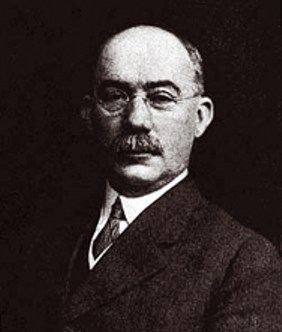
Henry Gantt (1861–1919), o pai das técnicas de planejamento e controle

Como disciplina, o gerenciamento de projetos desenvolveu-se a partir de diversos campos de aplicação, entre eles construção civil, engenharia e atividades militares. Dois dos antepassados do gerenciamento de projetos são Henry Gantt e Henri Fayol. Gantt é conhecido como o pai das técnicas de planejamento e controle, e ficou famoso por usar o gráfico de Gantt como ferramenta de gerenciamento de projetos (ou Harmonograma, proposto pela primeira vez por Karol Adamiecki ). Fayol é conhecido pela criação das cinco funções de gerenciamento, que formam a base do corpo de conhecimento associado ao gerenciamento de projetos e programas. Ambos foram estudantes das teorias de administração científica de Frederick Winslow Taylor. Seu trabalho é o precursor de ferramentas modernas de gerenciamento de projetos, como a  estrutura analítica do projeto (EAP) e alocação de recursos .
A década de 1950 marcou o início da era moderna do gerenciamento de projetos, onde os principais campos da engenharia se uniram para trabalhar em conjunto, e gerenciamento de projetos passou a ser reconhecido como uma disciplina distinta. Nos Estados Unidos, antes da década de 1950, os projetos eram geridos de forma adaptada, utilizando principalmente gráficos de Gantt e técnicas e ferramentas informais. Nessa época, foram desenvolvidos dois modelos matemáticos de gestão de cronograma: o método do caminho crítico e a técnica de avaliação e revisão de programas (PERT) .O  primeiro foi desenvolvido em um esforço conjunto entre a DuPont e a Remington Rand para gerenciar projetos de manutenção de fábricas. E a PERT foi desenvolvida pelo Escritório de Projetos Especiais da Marinha dos EUA, em conjunto com a Lockheed Corporation e a Booz Allen Hamilton como parte do programa de submarinos de mísseis Polaris.
PERT e CPM são muito semelhantes em sua abordagem, porém com diferenças fundamentais de aplicação que os tornam adequados para diferentes contextos. O CPM é utilizado para projetos que assumem tempos de atividade determinísticos, no qual os horários em que cada atividade será realizada são conhecidos. O PERT, por outro lado, permite tempos de atividade estocásticos, ou seja, os horários em que cada atividade será realizada são incertos ou variados. Estas técnicas matemáticas rapidamente se espalharam por muitas empresas privadas.

Gráfico da rede PERT para um projeto de sete meses com cinco marcos

Ao mesmo tempo, à medida que os modelos de planejamento de projetos eram desenvolvidos, a tecnologia para estimativa de custos e gestão de custos de projetos evoluíam com o trabalho de Hans Lang e outros. Em 1956, a Associação Americana de Engenheiros de Custos (agora AACE International; Associação para o Avanço da Engenharia de Custos) foi formada pelos primeiros praticantes do gerenciamento de projetos e especialidades associadas. A AACE continuou seu trabalho pioneiro e, em 2006, lançou o primeiro processo integrado para gerenciamento de portfólio, programa e projeto (estrutura de gerenciamento de custos totais).
Em 1969, o Project Management Institute (PMI) foi formado nos EUA. O PMI publicou a versão original de Um Guia para o Conhecimento sobre Gerenciamento de Projetos (Guia PMBOK) em 1996, com William Duncan como autor principal. O livro descreve práticas de gerenciamento de projetos que são comuns à "maioria dos projetos, na maior parte do tempo".

## Gerenciamento de Programas e Portfólio
Dentro do contexto estratégico de uma organização, projetos podem estar agrupados em programas e portfólios. Programas são conjuntos de projetos relacionados e gerenciados de forma coordenada, obtendo benefícios maiores do que se fossem gerenciados isoladamente. Já portfólios podem incluir projetos, programas e até outros portfólios, e não precisam necessariamente estar relacionados. 
Enquanto o gerenciamento de projetos é focado nas interdependências dentro de um projeto, o gerenciamento de programa se preocupa com as relações entre os projetos do programa. O gerenciamento de projeto, por sua vez, tem um foco maior no alinhamento dos projetos e programas com a estratégia da organização. 